# کوچ‌نشین‌ها (فیلم ۱۹۵۰)
کوچ‌نشین‌ها (انگلیسی: The Sundowners) فیلمی در ژانر وسترن است که در سال ۱۹۵۰ منتشر شد.